# Liste der brasilianischen Botschafter im Libanon
Der brasilianische Botschafter residiert im Generalkonsulat in der Beletage des Zakhem Plaza Building in Beirut. Ebenso der Botschafter nächst der Regierung in Damaskus.
| Ernannt/Akkreditiert | Name                                      | Bemerkungen                                                                                 | ernannt von                          | akkreditiert bei    | Posten verlassen   |
| -------------------- | ----------------------------------------- | ------------------------------------------------------------------------------------------- | ------------------------------------ | ------------------- | ------------------ |
| 1930                 | Mário Dorothe da Costa                    | Konsul                                                                                      | Getúlio Vargas                       | Auguste Adib Pacha  | 1934               |
| 1934                 | Herácio Sully de Souza                    | Konsul                                                                                      | Getúlio Vargas                       | Abdullah Bayhum     | 1936               |
| 1937                 | Mário Dorothe da Costa                    | Generalkonsul                                                                               | Getúlio Vargas                       | Khayreddin al-Ahdab | 1944               |
| 12. Januar 1946      | Luiz Gulmarâes Fernando Pinheiro          | außerordentlicher Gesandter und Ministre plénipotentiaire                                   | Eurico Gaspar Dutra                  | Riad as-Solh        | 11. Juni 1948      |
| 1948                 | Alarico Silveira Júnior                   | Geschäftsträger                                                                             | Eurico Gaspar Dutra                  | Riad as-Solh        |                    |
| 3. August 1948       | Carlos Martins Thompson Flores            | außerordentlicher Gesandter und Ministre plénipotentiaire                                   | Eurico Gaspar Dutra                  | Riad as-Solh        | 13. April 1954     |
| 1954                 | Alfred de Pimentel Brandão                |                                                                                             | João Café Filho                      | Sami as-Solh        |                    |
| 20. April 1954       | Frederico Chermont Lisbôa                 |                                                                                             | Nereu Ramos                          | Rashid Karami       | 9. Januar 1955     |
| 16. Januar 1955      | Alfredo de Pimentel Brandão               |                                                                                             | Juscelino Kubitschek                 | Rashid Karami       | 10. Februar 1958   |
| 1955                 | Francisco Gualberto de Oliveira Filho     | (* 9. März 1893 in Petrópolis) Bachelor of Laws trat 1918 in den auswärtigen Dienst         | Nereu Ramos                          | Rashid Karami       | 1959               |
| 18. November 1958    | Alfredo de Pimentel Brandão               |                                                                                             | Juscelino Kubitschek                 | Rashid Karami       |                    |
| 1959                 | Bolivar de Freitas                        | gleichzeitig in Adis Abbeba akkreditiert                                                    | Juscelino Kubitschek                 | Rashid Karami       | 1962               |
| 1963                 | Oswaldo Barreto e Silva                   |                                                                                             | Jânio Quadros                        | Rashid Karami       |                    |
| 5. Mai 1963          | Arnaldo Rigueira                          |                                                                                             | Jânio Quadros                        | Rashid Karami       |                    |
| 1963                 | Oswaldo Barreto e Silva                   | Geschäftsträger                                                                             | Jânio Quadros                        | Rashid Karami       |                    |
| 18. Oktober 1963     | Martin Francisco Lafaiette de Andrada     |                                                                                             | Jânio Quadros                        | Rashid Karami       | 19. August 1968    |
| 1968                 | Aldo de Freitas                           | Geschäftsträger (* 10. Dezember 1919), Bachelor of Laws                                     | Artur da Costa e Silva               | Rashid Karami       |                    |
| 23. November 1968    | Décio Honorato de Moura                   |                                                                                             | Artur da Costa e Silva               | Rashid Karami       | 24. Juni 1971      |
| 1971                 | Itajuba de Almeida Rodrigues              | Geschäftsträger                                                                             | Aurélio de Lira Tavares              | Saeb Salam          |                    |
| 2. November 1971     | Carlos da Ponte Ribeiro Eiras             |                                                                                             | Aurélio de Lira Tavares              | Saeb Salam          |                    |
| 1974                 | Jorge D’Escragnolle Taunay                |                                                                                             | Ernesto Geisel                       | Takieddin as-Solh   | April 1977         |
| 4. Februar 1975      | Amaury Banhos Pôrto de Oliveira           | Geschäftsträger                                                                             | Ernesto Geisel                       | Rashid as-Solh      | 20. Februar 1975   |
| 21. Februar 1975     | Jorge D’Escragnolle Taunay                |                                                                                             | Ernesto Geisel                       | Rashid as-Solh      | 30. September 1975 |
| 1. Oktober 1975      | Sérgio Simas Carriço                      | Geschäftsträger                                                                             | Ernesto Geisel                       | Rashid as-Solh      | 6. Dezember 1975   |
| 7. Dezember 1975     | Jorge D’Escragnolle Taunay                |                                                                                             | Ernesto Geisel                       | Rashid as-Solh      | April 1977         |
| April 1977           | Paulo da Costa Franco                     |                                                                                             | Ernesto Geisel                       | Selim al-Hoss       | 1982               |
| 1983                 | Lyle Amaury Tarisse da Fontoura           |                                                                                             | João Baptista de Oliveira Figueiredo | Shafik Wazzan       | 1986               |
| 1986                 | Ayrton Gil Dieguez                        |                                                                                             | José Sarney                          | Rashid Karami       | 24. Juli 1989      |
| 1989                 | Maurício Carneiro Magnavita               |                                                                                             | José Sarney                          | Michel Aoun         | 1994               |
| 17. Januar 1989      | Ayrton Gonzalez Gil Dieguez               | 1980: Botschafter in Kinshasa                                                               | José Sarney                          | Michel Aoun         |                    |
| 23. Januar 1994      | Brian Michael Fraser Neele                |                                                                                             | Itamar Franco                        | Rafiq al-Hariri     | 1998               |
| 1998                 | Sérgio Barcellos Telles                   |                                                                                             | Fernando Henrique Cardoso            | Selim al-Hoss       |                    |
| 2006                 | Eduardo Augusto Ibiapina de Seixas        | 1995: Generalkonsul in Paris anschließend in Toronto, 6. Juli 2009: Generalkonsul in Madrid | Luiz Inácio Lula da Silva            | Nadschib Miqati     | 2009               |
| 2010                 | Paulo Roberto Campos Tarrisse da Fontoura |                                                                                             | Luiz Inácio Lula da Silva            | Saad Hariri         |                    |
| 3. Dezember 2012     | Affonso Emilio de Alencastro Massot       |                                                                                             | Dilma Rousseff                       | Nadschib Miqati     |                    |
| 12. Dezember 2014    | Jorge Geraldo Kadri                       |                                                                                             | Dilma Rousseff                       | Tammam Salam        |                    |